# Gráfico Q-Q

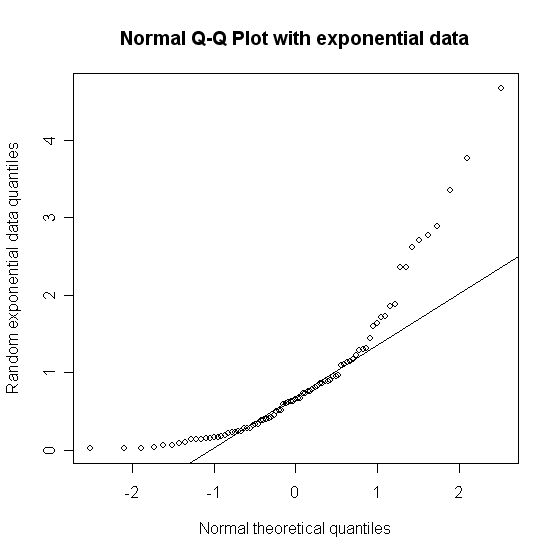
Un gráfico Q-Q normal de datos exp(1) generados aleatoriamente.

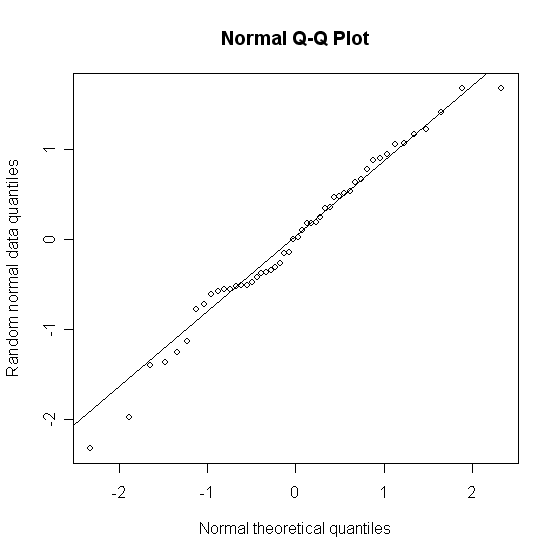
Un gráfico Q-Q normal de datos N(0,1) generados aleatoriamente.

En estadística, un gráfico Q-Q ("Q" viene de cuantil) es un método gráfico para el diagnóstico de diferencias entre la distribución de probabilidad de una población de la que se ha extraído una muestra aleatoria y una distribución usada para la comparación. Una forma básica de gráfico surge cuando la distribución para la comparación es una distribución teórica. No obstante, puede usarse la misma idea para comparar las distribuciones inferidas directamente de dos conjuntos de observaciones, donde los tamaños de las muestras sean distintos.
Un ejemplo del tipo de diferencias que pueden comprobarse es la no-normalidad de la distribución de una variable en una población. Para una muestra de tamaño n, se dibujan n puntos con los (n+1)-cuantiles de la distribución de comparación, por ejemplo, la distribución normal, en el eje horizontal el estadístico de k-ésimo orden, (para k = 1, ..., n) de la muestra en el eje vertical. Si la distribución de la variable es la misma que la distribución de comparación se obtendrá, aproximadamente, una línea recta, especialmente cerca de su centro. En el caso de que se den desviaciones sustanciales de la linealidad, los estadísticos rechazan la hipótesis nula de similitud.

## Representación gráfica
Para los cuantiles de la distribución de comparación se usa habitualmente la fórmula {\displaystyle {\frac {k}{n+1}}}. Hay varias fórmulas diferentes que se han usado o propuesto para representaciones gráficas simétricas. Tales fórmulas tienen la forma {\displaystyle {\frac {k-a}{n+1-2a}}}, para algún valor de a entre 0 y {\displaystyle {\frac {1}{2}}}. La expresión de arriba, {\displaystyle {\frac {k}{n+1}}} es sólo un ejemplo de estas fórmulas, para a = 0. Otras expresiones incluyen:
- {\displaystyle {\frac {k-{\frac {1}{3}}}{n+{\frac {1}{3}}}}}[3]

- {\displaystyle {\frac {k-0,3175}{n+0,365}}}[4]

- {\displaystyle {\frac {k-0,326}{n+0,348}}}[5]

- {\displaystyle {\frac {k-0,375}{n+0,25}}}[6]

- {\displaystyle {\frac {k-0,44}{n+0,12}}}[7]

Para grandes tamaños muestrales, n, hay muy poca diferencia entre todas estas expresiones.

## Relación con gráficas de probabilidad
Los gráficos Q-Q son similares a los gráficos de probabilidad (que para una distribución normal se llaman gráficos de probabilidad normal o gráficos rankit). La diferencia es que en un gráfico de probabilidad, en lugar de usar el cuantil de la distribución como eje X, se usa la esperanza matemática del estadístico de k-ésimo orden de la distribución. Sólo cuando n es pequeño hay una diferencia sustancial entre un gráfico Q-Q y un gráfico de probabilidad.